# إرجع لها (ألبوم)
ارجع لها هو البوم للفنانة السورية أصالة نصري.

## قائمة الأغاني
- ارجع لها  - 10:01
- رسمتك  - 4:05
- شيء بيرجعلك  - 5:22
- عللي جري  - 11:24
- مشوار - 6:38
- هيه كده ايامنا  - 3:37